# Loligo reynaudii
Loligo forbesii (A. d'Orbigny, 1841), comunemente noto come calamaro del Capo o chokka in Sudafrica, è un cefalopode appartenente alla famiglia Loliginidae.

## Descrizione
Questa specie è caratterizzata da un corpo allungato e slanciato, con otto braccia corte e due tentacoli retrattili più lunghi, entrambi dotati di ventose. Le pinne, di forma romboidale, si estendono per oltre la metà della lunghezza del mantello, che può raggiungere fino a 40 cm. Gli occhi sono coperti da una membrana integrata nella pelle della testa. Il colore del mantello varia dal rosso scuro al quasi trasparente, grazie alla presenza di cromatofori e cellule riflettenti.

## Distribuzione e habitat
La distribuzione geografica di L. reynaudii si estende lungo la costa sudafricana, principalmente tra il fiume Orange e Port Alfred, con popolazioni significative anche nell'Angola meridionale. Questa distribuzione è influenzata dalla calda e veloce Corrente di Agulhas, che scorre lungo la costa orientale del Sudafrica e la parte esterna della Piattaforma di Agulhas. La maggior parte della biomassa adulta di questa specie si concentra lungo la costa sud-orientale del Sudafrica. L. reynaudii si trova a profondità che vanno dalla superficie fino a 200 metri.

## Biologia
Ecologicamente, il calamaro del Capo è un predatore importante di piccoli pesci e forma dense aggregazioni riproduttive in baie tra Cape Point e Port Elizabeth durante l'estate, depositando masse di uova sul fondo marino. Le uova si schiudono in larve che vengono trasportate verso ovest dalla Corrente di Agulhas, maturando sulla Piattaforma di Agulhas. Gli adulti migrano poi verso est per tornare ai siti di riproduzione. I predatori naturali di L. reynaudii includono razze, squali, foche e varie specie di pesci e uccelli.

## Pesca
Dal punto di vista della pesca, L. reynaudii rappresenta una risorsa significativa per l'industria sudafricana. Tuttavia, valutazioni recenti hanno mostrato un declino nella biomassa dei calamari e risorse limitate rispetto agli anni precedenti, suggerendo la necessità di ridurre la pressione di pesca per garantire la sostenibilità della specie.